# Exposição Universal de 1949
A Exposição Universal de 1949 (Exposition internationale du bicentenaire de Port-au-Prince) foi uma feira mundial que aconteceu em Port-au-Prince, Haiti em 1949 a fim de comemorar 200 anos da fundação da cidade

## Formações
O Presidente Dumarsais Estimé concordou em 1948 com uma exposição para demonstrar a cultura haitiana a outros países e encorajar o turismo e prometeu $1 milhão ( quase 75% do orçamento anual do país) para o projeto.
A feira aconteceu no Golfo de la Gonâve, que foi desapropriado e a paisagem alterada com jardins, parques, palmeiras e coqueiros

## Abertura
Aconteceram duas cerimônias de abertura: a primeira em 8 de dezembro de 1949 e a segunda em 12 de fevereiro de 1950.
Durante a primeira cerimônia, um telegrama do presidente norte-americano Harry Truman ao presidente haitiano Dumarsais Estimé foi lido. Também houve desfile de soldados norte-americanos e um esquadrão da Força Aérea Americana sobrevoou a exposição, com a abertura da exposição e da área de recreação.
Durante a segunda cerimônia, os pavilhões internacional (Argentina, Cuba, França, Guatemala, Itália, México e Venezuela) e o oficial foram abertos. Também houve uma capela do Vaticano

## Arte e música
Houve uma competição artística com Gesner Abelard levando o bronze e Jacques-Enguerrand Gourgue a medalha de ouro.
Marian Anderson,
Carlos Beltrán,
Frantz Casseus,
Celia Cruz,
Miles Davis,
Issa El Saeih,
Dizzy Gillespie,
Ernst Lamy,
Ti Ro Ro,
cantores da La Scala,
membros da Grande Ópera Nacional de Nova Iorque,
Daniel Santos,
Don Shirley
e Bebo Valdes,
todos fizeram apresentações durante a exposição.